# Förde-Schule Gravenstein
Förde-Schule Gravenstein er en tysk privatskole i Gråsten. Skolen har ca. 200. elever og 15 lærere. Der er desuden tilknyttet en børnehave samt SFO.

## Skolens historie
Der har været tysk privatskole i Gråsten siden 1875, dengang da området var en provins i Preussen. Den første lå på det nuværende Fredensgade 10. Skolen gik fortrinligt og havde tilstrækkelig tilslutning frem til omkring 1924, hvor der kun var 31 elever og én lærer. En ændring i skoleloven gjorde dog at man allerede to år senere var nået helt op på 63 elever. Omkring samme tid flyttede skolen til Elleygade og i 1941 blev der bygget en helt ny og topmoderne bygning på Kongevej. Skolen var finansieret af den tyske besættelsesmagts træk på Nationalbanken og derfor blev den beslaglagt efter Befrielsen i 1945. Bygningen blev herefter brugt til politistation.
Først 10 år senere kunne man igen åbne en tysk skole i byen, da man erhvervede en villa i Nygade. Forholdene var dog slet ikke tilstrækkelige, så i 1968 købte man en grund ud til Flensborg Fjord. Opførelsen af den nuværende skole påbegyndtes i 1972 og strakte sig over to år.